# Wolfgang Eder (Mönch)
Wolfgang Eder (* 31. Oktober 1641 in Scherneck/Bayern; † 3. Juni 1703 in München) war ein Augustiner-Eremit und geistlicher Schriftsteller.
Wolfgang Eder absolvierte 1661 das Jesuitengymnasium München (heute: Wilhelmsgymnasium München) und trat in den Orden der Augustiner-Eremiten ein.
Nach dem Studium an der Universität Ingolstadt wurde Eder 1671 Lektor im Münchener Augustinerkloster. Er war in den Jahren 1682 bis 1685, 1688 bis 1691 und 1697 bis 1700 Provinzial der bayerischen Provinz der Augustiner-Eremiten.
Eder veröffentlichte eine Reihe theologischer Schriften und Übersetzungen, darunter das an Predigtexempeln reiche Die Andere Welt (München 1694).